# Lume-1
El Lume-1 es un CubeSat del tipo 2U, diseñado por Alén Space, spin-off de la Universidad de Vigo, siendo el cuarto satélite en el que trabajó esta institución e integrado dentro del proyecto FIRE-RS con a colaboración del Centro Nacional para la Investigación Científica y de la Universidad de Oporto, con el objetivo de asistencia durante la extinción de incendios.

## Equipamiento
El requisito del sistema FIRE-RS es el de proveer al satélite Lume-1 con alertas terrestres de los incendios detectadas por sensores locales. El satélite, posteriormente, retransmite esas alertas a estaciones terrestres, encargadas de redirigir la posición del fuego a los UAV. El UAV será de esta manera capaz de actualizar al Lume-1 garantizando una comunicación bidireccional con las estaciones terrestres.
Las especificaciones del Lume-1 consisten en un software TOTEM Radio UHF M2M de carga útil y un transmisor en banda S, así como un sistema HUMPL Humsat y un receptor UHF M2M.

## Misión
El Lume-1 forma parte de segmento espacial del programa Fire-RS. Un programa desarrollado para crear una red autónoma de satélites y UAV para detectar y extinguir incendios forestales. En esa red, Lume-1 tiene la tarea de recibir alertas de sensores en tierra y transmitirlas al segmento terrestre en UVIGO GS. Estas alertas sirven para coordinar los UAV enviados por el control terrestre para localizar y evaluar el incendio. Además, Lume-1 también puede almacenar y transmitir la información recopilada por los UAV para coordinar aún más los equipos de extinción de incendios. Los costes totales del programa se han estimado en cerca de 2,1 millones de €, la mayoría de ellos subvencionados por la Comisión Europea en el marco del programa Interreg Sudoe.
Asimismo, en el proyecto también participaron profesores y estudiantes de la Escuela de Telecomunicaciones de la Universidad de Vigo. Particularmente en conceptualización, desarrollo de software y operación. En consecuencia, fueron en gran parte responsables de los primeros estudios de viabilidad, del software de comunicaciones y de las diferentes pruebas realizadas por el satélite. El objetivo de su participación fue principalmente educativo, permitiendo a los estudiantes adquirir experiencia mundial y proporcionando material para escribir artículos científicos y tesis.

## Cuerpo
El satélite está compuesto por dos CubeSat conectados en una configuración de 2U formando un prisma de base cuadrada de 10 x 10 x 20 cm. Tiene un peso total de 2,1 kg. Sus caras laterales albergan los paneles solares necesarios para alimentar el satélite mientras que la cara superior tiene cuatro antenas orientables.

### TOTEM
El TOTEM es un subsistema de radio definida por software que fue desarrollado por estudiantes de la Universidad de Vigo con el fin de experimentar y aprender a desarrollar productos tecnológicos en un entorno industrial. Tiene comunicaciones de amplio espectro por lo que puede actuar como coordinador y relevo de los diferentes componentes del FireRS (UAV, segmento terrestre, fuerzas de emergencia y, para algunos de los experimentos, radioaficionados).
Su hardware está compuesto por una placa base y cuatro antenas omnidireccionales. Es una mezcla de tecnología lista para usar y tecnología de desarrollo propio (incluye varias características experimentales como comunicación de baja velocidad de datos, recepción de ADS-B, caracterización de fuentes de interferencia, calibración del terreno, etcétera). Emplea UHF con comunicación GFSK tanto con el receptor como con el transmisor Banda S M2M. Y tiene velocidades de enlace descendente entre 1 200 y 960 bits por segundo. Algunas de las frecuencias coordinadas para la escucha en enlace descendente hasta el momento son 437.060MHz, 437.125MHz y 437.225MHz.
Su software fue desarrollado íntegramente por la Universidad de Vigo y está basado en Linux embebido. Debido a las limitaciones en la gestión del tiempo y la respuesta crítica del sistema operativo, se incorporó al software el CCSDS Packet Utilization Standard. Además, se instalaron algunos programas abiertos para manejar comunicaciones de radio y experimentos de longitud de onda como GNURadio y SoapySDR drive con la posibilidad de cambios adicionales en órbita debido a los núcleos IP personalizados integrados en la FPGA.

### HUMPL
El Humsat System Payload (HUMPL) es un módulo de estandarización integrado en la red Humsat-D, una Red de Satélites Humanitarios desarrollada, entre otras, por la Universidad de Vigo, cuyo primer satélite de la red fue el Humsat-D allá por 2013. El subsistema fue desarrollado para proporcionar un marco económico para nanosatélites humanitarios con gran énfasis en la recopilación de datos, la comunicación terrestre y el valor educativo.

## Lanzamiento
El satélite fue lanzado el 27 de diciembre de 2018 a las 9:07 (hora local) desde el Cosmódromo Vostochni en Rusia. Fue enviado, junto con otros 27 satélites (incluidos Kanopus-V 5 y 6 y GRUS-1) en un Soyuz-2.1a cohete equipado con una etapa superior Fregat-M. La operación fue una empresa conjunta entre GK Launch Services, que a su vez forma parte de Glavkosmos y ECM Launch Services en virtud a un acuerdo de carga útil compartida.
Se colocó con éxito en una LEO (479,3 km de periapsis y 510,0 km de apoapsis) con una inclinación orbital de 97,2º, un período de 94,4 minutos y un semieje mayor de 6 865 km.
Durante su vida operativa está siendo supervisado por la Escuela de Ingeniería de Telecomunicaciones de la Universidad de Vigo.